# Norgesmesterskapet 1971
La Norgesmesterskapet 1971 di calcio fu la 66ª edizione del torneo. La squadra vincitrice fu il Rosenborg, che vinse la finale contro il Fredrikstad con il punteggio di 4-1.

## Risultati

### Terzo turno
| Squadra 1     | Risultato      | Squadra 2      |
| ------------- | -------------- | -------------- |
| Fredrikstad   | 4 – 0          | Røros          |
| Vålerengen    | 3 – 0          | Brann          |
| Lillestrøm    | 1 - 4          | HamKam         |
| Strømsgodset  | 5 – 0          | Donn           |
| Snøgg         | 1 - 5          | Sarpsborg      |
| Hødd          | 2 - 3          | Varegg         |
| Lyn Oslo      | 4 – 0          | Bryne          |
| Viking        | 3 – 1          | Larvik Turn    |
| Rosenborg     | 1 – 0          | Falken         |
| Eidsvold Turn | 2 - 4          | Pors           |
| Raufoss       | 0 - 1          | Østsiden       |
| Vidar         | 1 - 2          | Vard Haugesund |
| Aalesund      | 1 – 0          | Bodø/Glimt     |
| Neset         | 2 - 2 (d.t.s.) | Molde          |
| Nessegutten   | 0 - 5          | Mjølner        |

#### Ripetizione
| Squadra 1 | Risultato | Squadra 2 |
| --------- | --------- | --------- |
| Molde     | 1 – 0     | Neset     |

### Quarto turno
| Squadra 1      | Risultato | Squadra 2    |
| -------------- | --------- | ------------ |
| Sarpsborg      | 4 – 0     | Vålerengen   |
| Østsiden       | 0 - 2     | Strømsgodset |
| HamKam         | 2 – 0     | Mjøndalen    |
| Pors           | 0 - 3     | Fredrikstad  |
| Vard Haugesund | 1 - 2     | Viking       |
| Varegg         | 1 – 0     | Lyn Oslo     |
| Mjølner        | 2 – 1     | Aalesund     |
| Molde          | 0 - 1     | Rosenborg    |

### Quarti di finale
| Squadra 1    | Risultato      | Squadra 2 |
| ------------ | -------------- | --------- |
| Fredrikstad  | 4 – 3          | Viking    |
| Strømsgodset | 1 - 2          | HamKam    |
| Rosenborg    | 0 - 0 (d.t.s.) | Varegg    |
| Mjølner      | 0 - 1          | Sarpsborg |

#### Ripetizione
| Squadra 1 | Risultato | Squadra 2 |
| --------- | --------- | --------- |
| Varegg    | 0 - 1     | Rosenborg |

### Semifinali
| Squadra 1   | Risultato | Squadra 2 |
| ----------- | --------- | --------- |
| HamKam      | 0 - 5     | Rosenborg |
| Fredrikstad | 2 – 0     | Sarpsborg |

### Finale
| Arbitro: | Nyhus |

|                                                      |           |                     |
| Christiansen 14’ Hanssen 57’ Wirkola 61’ Mørkved 85’ | Marcatori | 80’ (rig.) Johansen |

#### Formazioni
| Rosenborg       |  |                  |
|                 |  |                  |
|                 |  | Geir Karlsen     |
|                 |  | Erling Meirik    |
|                 |  | Kåre Rønnes      |
|                 |  | Bjørn Rime       |
|                 |  | Knut Jenssen     |
|                 |  | Jan Christiansen |
|                 |  | Erling Næss      |
|                 |  | Arne Hanssen     |
|                 |  | Tore Lindseth    |
|                 |  | Bjørn Wirkola    |
|                 |  | Terje Mørkved    |
| A disposizione: |  |                  |
|                 |  | Tor Røste Fossen |
|                 |  | Hans Husabø      |
|                 |  | Per Loraas       |
|                 |  | Svein Haagenrud  |
| Allenatore:     |  |                  |
| Nils Arne Eggen |  |                  |

| Fredrikstad   |  |                  |
|               |  |                  |
|               |  | Per Haftorsen    |
|               |  | Tom Zakariassen  |
|               |  | Bjørn Drillestad |
|               |  | Robert Nilsson   |
|               |  | Erik Karlsen     |
|               |  | Kai Nilsen       |
|               |  | Yngve Nilsson    |
|               |  | Terje Høili      |
|               |  | Jan Fuglset      |
|               |  | Åge Johansen     |
|               |  | Bjørge Sandhaug  |
| Allenatore:   |  |                  |
| Arne Pedersen |  |                  |